# Filippo Zana
Filippo Zana (* 18. března 1999) je italský profesionální silniční cyklista jezdící za UCI WorldTeam Team Jayco–AlUla.

## Hlavní výsledky
2016
2. místo Trofeo Emilio Paganessi
3. místo G.P. Sportivi Sovilla
Mistrovství Evropy
6. místo silniční závod juniorů
2017
vítěz G.P. Sportivi Sovilla
2. místo Trofeo Guido Dorigo
2. místo Trofeo Buffoni
Mistrovství světa
7. místo silniční závod juniorů
2018
vítěz Gran Premio Capodarco
6. místo GP Kranj
10. místo Gran Premio della Liberazione
2019
2. místo Giro del Medio Brenta
Národní šampionát
3. místo silniční závod do 23 let
3. místo Gran Premio Sportivi di Poggiana
3. místo Coppa della Pace
8. místo Trofeo Edil C
Giro Ciclistico d'Italia
10. místo celkově
2020
10. místo Memorial Marco Pantani
2021
Sazka Tour
 celkový vítěz
 vítěz bodovací soutěže
 vítěz soutěže mladých jezdců
Grand Prix Priessnitz spa
 celkový vítěz
vítěz 2. etapy
Istrian Spring Trophy
2. místo celkově
vítěz 2. etapy
Tour de l'Avenir
3. místo celkově
Adriatica Ionica Race
5. místo celkově
Mistrovství Evropy
6. místo silniční závod do 23 let
2022
Národní šampionát
 vítěz silničního závodu
Adriatica Ionica Race
 celkový vítěz
 vítěz soutěže mladých jezdců
Sazka Tour
4. místo celkově
Tour du Limousin
7. místo celkově
 vítěz soutěže mladých jezdců
2023
Kolem Slovinska
 celkový vítěz
Giro d'Italia
vítěz 18. etapy
3. místo Veneto Classic
5. místo Giro della Toscana
7. místo Tre Valli Varesine

### Výsledky na Grand Tours
| Grand Tour      | 2020 | 2021 | 2022 | 2023 | 2024 |
| --------------- | ---- | ---- | ---- | ---- | ---- |
| Giro d'Italia   | 100  | 73   | 47   | 18   | 11   |
| Tour de France  | —    | —    | —    | —    |      |
| Vuelta a España | —    | —    | —    | DNF  |      |

| —   | Nezúčastnil se |
| DNF | Nedokončil     |